# Новогеоргіївськ
Новогеоргіївськ (пол. Kryłów, рос. Крылов; до 1795 і в 1821–1860 — Крилів, у 1795–1821 — Олександрія) — місто в Україні, якого більше не існує, колишній районний центр у Кіровоградської області. Нині затоплене водами Кременчуцького водосховища. Стояло на правому березі Дніпра при гирлі Тясмину. До 1917 року входило до складу Олександрійського повіту — адміністративної одиниці у складі Катеринославського намісництва, Катеринославської і Херсонської губернії Російської імперії та Кременчуцької губернії УСРР.

## Археологія Новогеоргіївська та Новогеоргіївського району
У 1956 році археологічна експедиція Олексія Тереножкіна виявила в околицях Новогеоргіївська на Московській горі городище чорноліської культури та шість курганів з похованнями бронзової доби біля села Тясминки та міста Новогеоргіївськ. Того ж року місцевий краєзнавець П. М. Грибенко разом зі своїми учнями на захід від хутора Качарівка виявив інше поселення, доби бронзи та раннього залізного віку. Серед зібраного підйомного матеріалу трапляються вироби з кременю, фрагменти ліпного посуду та три бронзові скіфські наконечники стріл: один тригранний та три трилопатеві.
В 1957 році на схід від села Табурище під час земляних робіт місцеві робітники виявили чотири виготовлені із рогу мотики, імовірно, трипільської культури. Одну із мотик знайшли в похованні біля людського скелета, три інші — серед кісток тварин та уламків посуду. Одна зі знахідок зберігається в Кіровоградському обласному краєзнавчому музеї.

## Історія
Земля, на якій розташований Крилів, за старих часів належала Київському каганату[коли?][джерело?], а потім Київському князівству і була добре відома слов'яно-русам. Наприклад, Київський літопис свідчить: «того ж, (1190) літа, Святослав з сватом своїм Рюриком, заспокоївши землю руську і половців примиривши у волю свою, і сдумавше, і ідоша на лови по Дніпру в лодьях, на гирла Тасмені, і ту лови деявша, і обловішася безліччю звірів». Лівобережна заплава Тясмину і зараз покрита лісами і болотами. Непролазні нетрі кишать різною живністю. У заболочених лісах можна побачити сарну чи кабана, а в багатьох протоках влаштовані боброві гатки.

### Заснування міста
У XVI столітті земля ця належала Великому князівству Литовському, а після Люблінської унії 1569 року — Речі Посполитій. Гирло Тясмину належало Чигирину й околиці його стали мало-помалу заселятися відходами, містечками і хуторами.
Крилів тоді виник як окреме містечко в 1615 році. Отримує права і міський устрій, за привілеєм Сигізмунда III Вази короля польського і шведського, даний у червні (день місяця не вказаний) 1616 року на прохання старости Чигиринського Івана Даниловича.
«Дав нам справу вельможний Ян Данилович, воєвода Руський, староста наш Бєльський, Корсунський і Чигиринський: в повіті Чигиринському, у воєводстві Київському, між рікою Дніпром і Тясмином, є урочище Крилів назване, на шляху татарському, де той ворог хреста святого, Татарин, звик у панства наші входити і короні, також панства нашим сусіднім шкоду чинити, на цьому місці місто наше закласти розповіли і дозволили…» Ця грамота входить складовою частиною в Привілей про підтвердження тих же прав і розширення їх короля Станіслава Августа від 30 березня 1792 року.
Засновник міста Іван Данилович — воєвода Руський, висуванець і згодом родич відомого коронного гетьмана Станіслава Жолкевського. Старостою Чигиринським і Корсунським він був ще з 1597 р.

#### Деякі пункти привілеїв
- Крилівські жителі були звільнені на 30 років від усіх податків і мит[3] Їхні землі відокремлені від Чигиринських і тягнулися навіть за Дніпро на значний простір: «… а ґрунтів і полів над рікою Дніпром, на Білобережжя, і на Збойному, і на Пінному (Пивиха) за Дніпром дозволяємо обивателям того міста Крилова використовувати так, як інші місця українні; також хутора з обох берегов ріки Дніпра, аж під Кременчук навічно мати і всякі пожитки влаштовувати, як на Дніпрі, так і понад Дніпром, млини, ставки на річках близько Крилова вільно їм буде сипати… До того переїзд через Дніпро під містом тим же міщанам надаємо.». Крилів був виведений з-під юрисдикції земської та замкової старостинської (цього не мав навіть центр староства — Чигирин).
- Магдебурзьке право, власний суд і розправа, дозволено побудувати ратушу, вагову, воскобійні, лавки і лазню, мати по два торгу на тиждень — по п'ятницях і неділях і по 3 річні ярмарки: на день Пречистої Богородиці, святого Михайла Архангела і на новий рік; містити перевіз на Дніпрі, мати корчми і вільно продавати вино, пиво, мед, пальник і інші напої.
- щоб козаки «люди свавільні і біглі» там не бували і не жили.
- Юдеям було заборонено назавжди проживати в цьому прикордонному містечку, мати дома і торгувати чим би то не було. Цей пункт грамоти створював сприятливі умови для українських та польських купців і торговців.
- Міщани Крилова повинні були бути у військовому підпорядкуванні у Чигиринського старости у військовий і мирний час.
- На посаду війта міщани могли пропонувати чотири кандидатури, з яких староста Чигиринський затверджував одну підходящу.

У ревізькому описі (люстрації), зробленому в тому ж 1616 році, Чигиринському староству сказано, що в поселенні Крилів було 200 дворів, відповідно, населення становило не менше 1200 осіб.

### XVII століття
У 1625 році місто складалося з 50 містян та 400 козаків.
Як прикордонне містечко Крилів, хоч і укріплений замком, разом з іншими придніпровськими місцями, був часто розорюваний; при самому містечку відбувалася 26 жовтня 1625 битва — 20 000 козаків, на чолі з Михайлом Дорошенком, Оліфером і запорозьким гетьманом Пирським та з 30 000 поляків, які мали в допомогу 3000 німецьких найманців, під проводом коронного гетьмана Станіслава Конєцпольського. Битва ця скінчилася відступом козаків до озера Курукового, або Крюкову, де вони окопалися та були змушені прийняти умови, відомі під назвою «Куруківських пунктів».
На початку XVII століття Іван (Ян) Данилович відібрав у Пивгородського Миколаївського монастиря містечка Бужин, Ворони Лози і Пива, які перебували на крилівських козацьких землях, і розігнавши ченців, зарахував їх до Корсунського староства. Однак після смерті Івана Даниловича ченці повернули собі відібрані землі за активної підтримки місцевих козаків і міщан Крилова. Про це свідчить те, що в 1630 році Софія з Жолкевських, вдова старости Корсунського і Чигиринського, заявила у Житомирському суді протест проти ігумена Миколо-пустинского монастиря Серафима Бєльського і всієї братії, у тому, що ченці «отримавши дозвіл від якогось Семена Кременчука Долбня, городничого Криловського, вирили печеру і збудували церкву на горах Пивних, на землі староства Чигиринського, а потім, змовившись з яким те Тарасом козаком, який самовільно оголосив себе гетьманом Запорозьким, привласнили собі чимало земель староства, а саме два села на урочище Воронячих Лозах, Бужин і перевіз через Дніпро під Крилова».
Подимний реєстр 1631 року засвідчує 50 «осілих димів» і 200 огородників.
Під час повстання Павло Павлюк вислав з Крилова полковників Карпа Скидана і Семена Биховця на чолі загону з 1000-3000 козаків.
Згідно з Панасом Феденком та Веславом Маєвським, у 1647 році:
- у темниці Крилова сидів майбутній гетьман Богдан Хмельницький
- молодий Александер Конецпольський скликав тут військову раду, де, зокрема, вирішував, що робити з Б. Хмельницьким, якого захищав тодішній чигиринський полковник Михайло Кричевський,[6] взяв на поруки, потім випустив на волю.[5]

У 1648 році до Крилова прибуває німецька хоругва для підтримки коронного війська.
За Зборівським реєстром 1649 року Крилівська сотня входила до складу Чигиринського полку серед інших 19.
У 1662 році Юрій Хмельницький біля міста розбив загін московських військ.
У наслідок розмежування земель між Росією і Польщею по Андрусівському договору 1667 і Московському 1686 років, лівобережні задніпровські землі відійшли до Росії і на них утворилася особлива слобода на лівій стороні Дніпра напроти польського Крилова з польських вихідців і розкольників.

### XVIII століття
Протягом 1730-х — 1740-х рр. Крилів стрімко відроджується. Розвиватись перешкоджав поділ міста на «польську» та «російську» частини. Ліквідація тут у зв'язку з утворенням Нової Сербії козацької сотні, що мала наслідком значний відтік населення на південь, на територію Новослобідського полку, також загальмувала розвиток Крилова.
У 1741 р. Слобода призначена сотенним містечком Миргородського полку, отримавши назву Крилівський шанець. У складі Російської імперії вважався містом військового відомства.
У 1741 році місто мало 400 дворів і близько 2000 мешканців.
У 1752–1764 роках був центром новосербського Пандурського полку у якому була його 1 рота.
Особливим привілеєм Станіслава Августа від 30 березня 1792 року старовинні права Крилова були відновлені. Цим же привілеєм місту було присвоєно герб «trzy karabiny, porzadkiem mimo siebie staiacych» — Лаврентій Похилевич перекладає цю фразу як «три карабіни, пірамідально поставлені». Такий герб відбивав прикордонний статус міста, його роль у захисті польської корони від татарських набігів.

#### Новий Крилів
Новий Крилів заснований наприкінці XVIII століття після приєднання краю до Російської імперії і населений здебільшого розкольниками, що тікали з різних губерній Росії.

### XIX століття
У 1808 році у Новому Крилові було лише 45 дворів і 550 мешканців.
У 1821 році місто зараховане до складу орденського Кірасирського полку.

Фото будинку, у якому у 1840-х роках жив Афанасій Фет

Крилів у складі Чигиринського староства був зарахований до казенних маєтків, які перебували в орендному користуванні до 1845 року російських міністрів фінансів. З цього року в містечку встановлено особливе волосне управління. 6 серпня, того ж року Крилів отримує і новий герб, що відображає нову назву міста і рід занять його жителів.
У 1860 році Новогеоргіївськ переданий до відання звичайної адміністрації. Перебував у складі Херсонської губернії, як заштатне місто Олександрійського повіту.
Містечко ж Крилів, відділене від Новогеоргіївська лише Тясмином, входило до складу Чигиринського повіту Київської губернії як містечко Подорожненської волості.
Лаврентій Похилевич так описує Крилів у 1864 році:
«Містечко лежить на лівій піщаної і кам'янистій стороні, загаченої в багатьох місцях річки Тясмину, в 4-х верстах від впадання її в Дніпро. Посад Ново-Георгієвськ, які зараховують до військових поселень Херсонської губернії, відокремлюється від Крилова тільки Тясмином. Жителів обох статей, з передмістям Вітровською: православних 1688, євреїв 260 … Навколо містечка безліч земляних насипів редутів і могил,…»
1896 року місто Новогеоргіївськ налічувало 1613 дворів (7 856 жителів), 1010 десятин землі, мало 3 православних церкви (зокрема 2 єдиновірчі), синагогу, 2 2-класних училища, 2 парафіяльних школи, лікарню, 17 фабрик та заводів, 149 лісопилень, майстерень, кузень, пекарень та інших дрібних підприємств. Під час Першої світової війни у Новогеоргіївську перебували Кримський кінний полк та 8-й запасний кавалерійський полк російської армії.
У Крилові ж 1900 року налічувалося 403 двори (2491 мешканець), діяли православна церква, синагога, однокласна школа, маслобійня, чотири вітряки та шість кузень.
Клірові відомості, метричні книги, сповідні розписи церков в. Миколая, Покрова Пресвятої Богородиці, Успіння Пресвятої Богородиці м. Крилів Сотенного м-ка Миргородського п., з 1782 р. Чигиринського староства Київського воєводства, з 1797 р. Липівської волості Чигиринського повітку Київської губеонії, зберігаються в ЦДІАК України. http://cdiak.archives.gov.ua/baza_geog_pok/church/kryl_001.xml [Архівовано 8 серпня 2019 у Wayback Machine.]

Нікольське училище
Червона школа
Чоловіче училище
Жіноча прогімназія
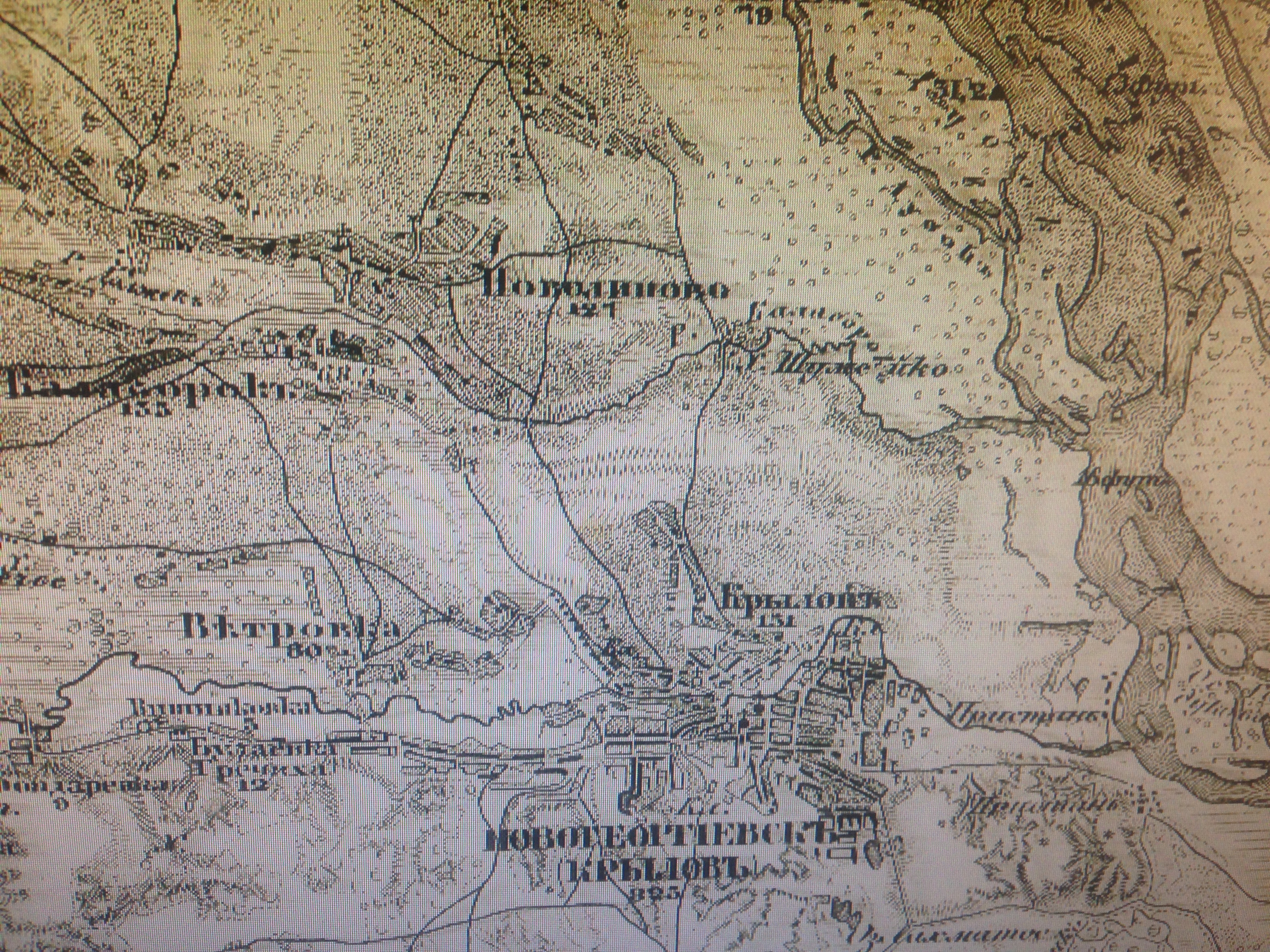
Новогеоргіївськ на мапі Шуберта, 1877 рік.

### Радянський період, загибель міста
1938 року надано статус міста Полтавської області.
У 1959–1961 роках, після побудови Кременчуцької ГЕС, територія міста була майже повністю затоплена, а населення евакуйоване. Крилів було затоплено повністю, від Новогеоргіївська залишилися лише 3 вулиці у його колишній південній частині і тепер залишки Новогеоргіївська називається село Нагірне (нині Світловодського району Кіровоградської області).

## Герб

### Герб польського періоду

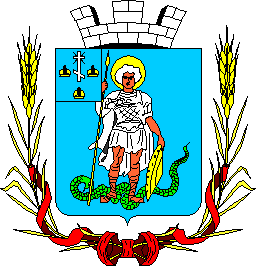
Проєкт герба від Кене

Історичні джерела свідчать, що давній герб міста Крилова становив зображення трьох карабінів. У привілеї короля Станіслава Августа від 30 березня 1792 р., яким підтверджувались міські права Крилова, зберігся тогочасний варіант герба, де зображені три штикові фузеї кінця XVIII століття.

### Герб російського періоду
Герб російського періоду затверджений 6 квітня 1845 року. Основою служив, традиційний для російської геральдики, французький щит. У горішній половині перетятого щита, у золотому полі, Державний Російський герб; у долішній, розділеній на дві частини, у першій: в лазуровому полі святий Георгій Змієборець, у другій: в срібному полі, золотий кірас і серп.

### Проєкт Бориса Кене
Борисом Кене було розроблено проєкт нового герба міста: в лазуровому полі Св. Георгій в срібних шатах, що вражає змія зеленої барви. У вільній частині — герб Херсонської губернії. Щит увінчаний срібною міською короною з трьома вежами та обрамований двома золотими колосками, оповитими Олександрівською стрічкою. Затвердження не отримав.

## Населення
Графік зміни чисельности населення Крилова починаючи з 1897 року

## Відомі люди
- Кришталів Денис Васильович — підполковник Армії УНР.[13]
- Бондаренко Григорій Антонович — український художник.
- Кодьєв Петро Іванович — український живописець.
- Оверченко Кость Гаврилович (нар. 1920) — український громадський діяч.
- Тимковський Меєр Йосипович — Герой Соціалістичної Праці.
- Шуйський Михайло Григорович (1883—1953) — російський радянський оперний співак.

## Крилів у культурі
Місто згадується в українських народних думах:
Гей, як на славній Україні,
В славнім городі Крилові,
Там жила стара жона, удова
Та мала три сини,
Як ті ясні соколи…

### Геральдика міста
- В. Кривенко, К. Шляховий. СИМВОЛІКА КІРОВОГРАДЩИНИ. Альбом. — Кіровоград : ПВЦ «Мавік», 2008. — С. 102-103. — ISBN 978-966-7718-57-2.
- Українська геральдика. Герб Крилова російського періоду. [Архівовано 19 січня 2016 у Wayback Machine.]
- Українська геральдика. Герб Крилова за проектом Б. Кене. [Архівовано 19 січня 2016 у Wayback Machine.]